# Törpebúvárcsibe
A törpebúvárcsibe (Heliornis fulica)  a madarak osztályának darualakúak (Gruiformes) rendjébe, a búvárcsibefélék (Heliornithidae) családjába és a Heliornis nemhez tartozó egyetlen faj.

## Előfordulása
Megtalálható Argentínában, Bolíviában, Brazíliában, Kolumbiában, Costa Ricában, Ecuadorban, Guatemalában, Guyanában, Mexikóban, Nicaraguában, Panamában, Paraguayban, Peruban és Venezuelában. A parti sűrű bokrok és vízinövények lakója.

## Megjelenése
Testhossza 31 centiméter, testtömege 130 gramm . Feje, nyaka felső része fekete; háta, szárnya, farka barna; szemöldöksávja, torka és nyaka eleje fehér; melle és háta sárgásfehér. Szeme barna, csőre halvány szarusárga, öreg korában piros; lába sárgásvörös.

## Életmódja
Vízi rovarokkal és vízinövények magvaival él, melyek után a víz alá is lebukik, ha nem is túl gyakran. Hangja hasonlít a távolból hallatszó kiskutya ugatásához.

## Külső hivatkozások
- Képek az interneten a fajról
- Ibc.hbw.com - video a fajról[halott link]
- Xeno-canto.org - a faj hangja és elterjedési területe